# Manslapur, Raichur
Manslapur là một làng thuộc tehsil Raichur, huyện Raichur, bang Karnataka, Ấn Độ.